# ترابری در افغانستان

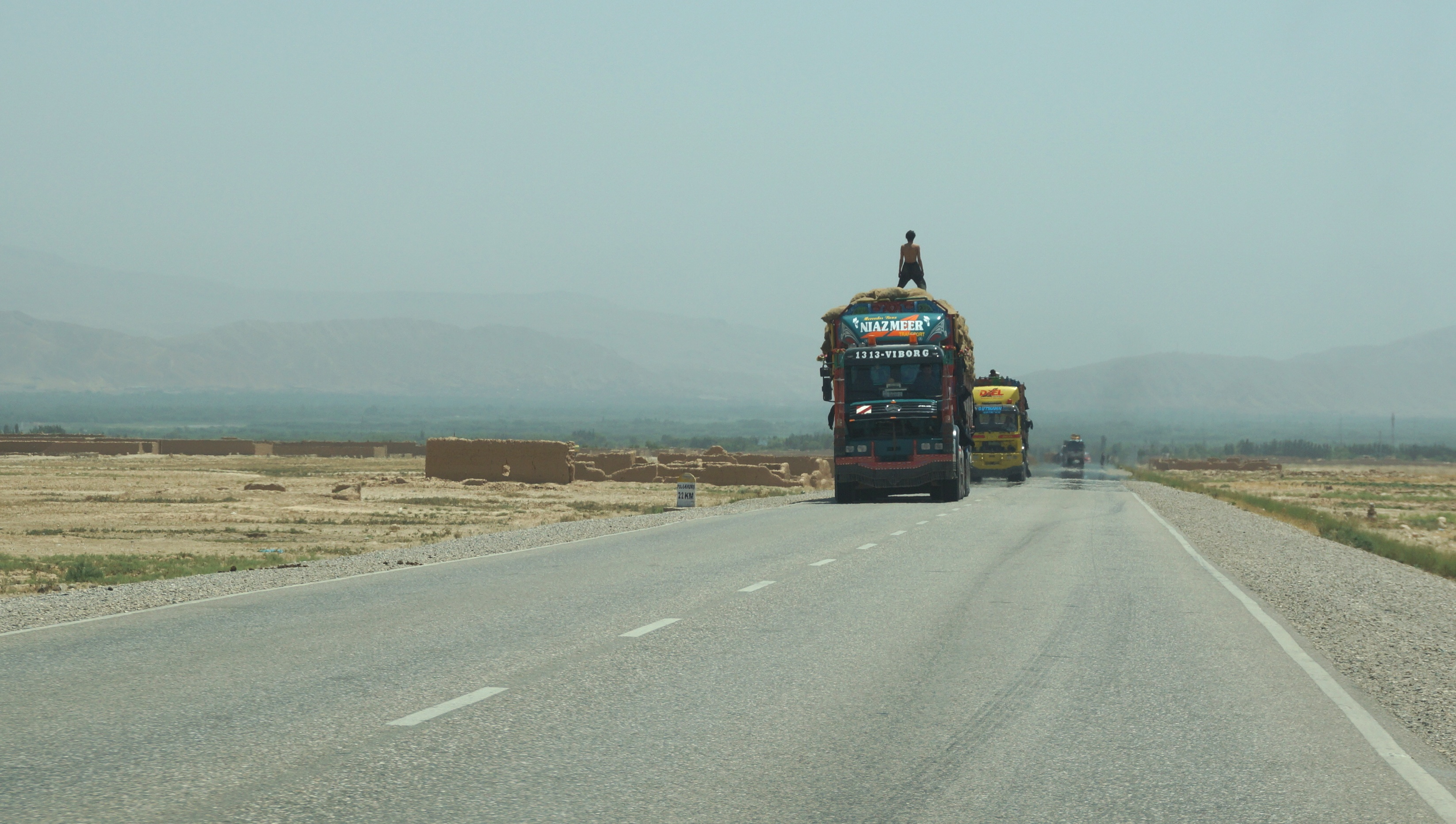
شاهراهی در شمال افغانستان

ترابری در افغانستان در دهه گذشته به‌طور پیوسته بهبود یافته‌است. بیشتر شبکه جاده‌ای کشور در طول دهه ۱۹۶۰ ساخته شده اما در جنگ‌های ۱۹۸۰ و ۹۰ ویران شده‌اند. در دهه گذشته شاهراه‌ها، راه‌ها و پل‌های جدیدی برای کمک به افزایش سفر و همچنین تجارت با کشورهای همسایه بازسازی شده‌اند. در سال ۲۰۰۸ حدود ۷۰۰٬۰۰۰ خودرو (موتر) در کابل وجود داشته‌است.
افغانستان محصور در خشکی هیچ بندر دریایی ندارد، اما رود آمودریا که بخشی از مرز آن را با ترکمنستان، ازبکستان و تاجیکستان می‌سازد، دارای کشتیرانی قابل توجهی است. بازسازی فرودگاه‌ها، راه‌ها و سامانه‌های ریلی منجر به رشد سریع اقتصادی این کشور شده‌است. افغانستان در سال ۲۰۲۰ دارای ۴۶ فرودگاه بود.